# Heemmuseum (Oevel)

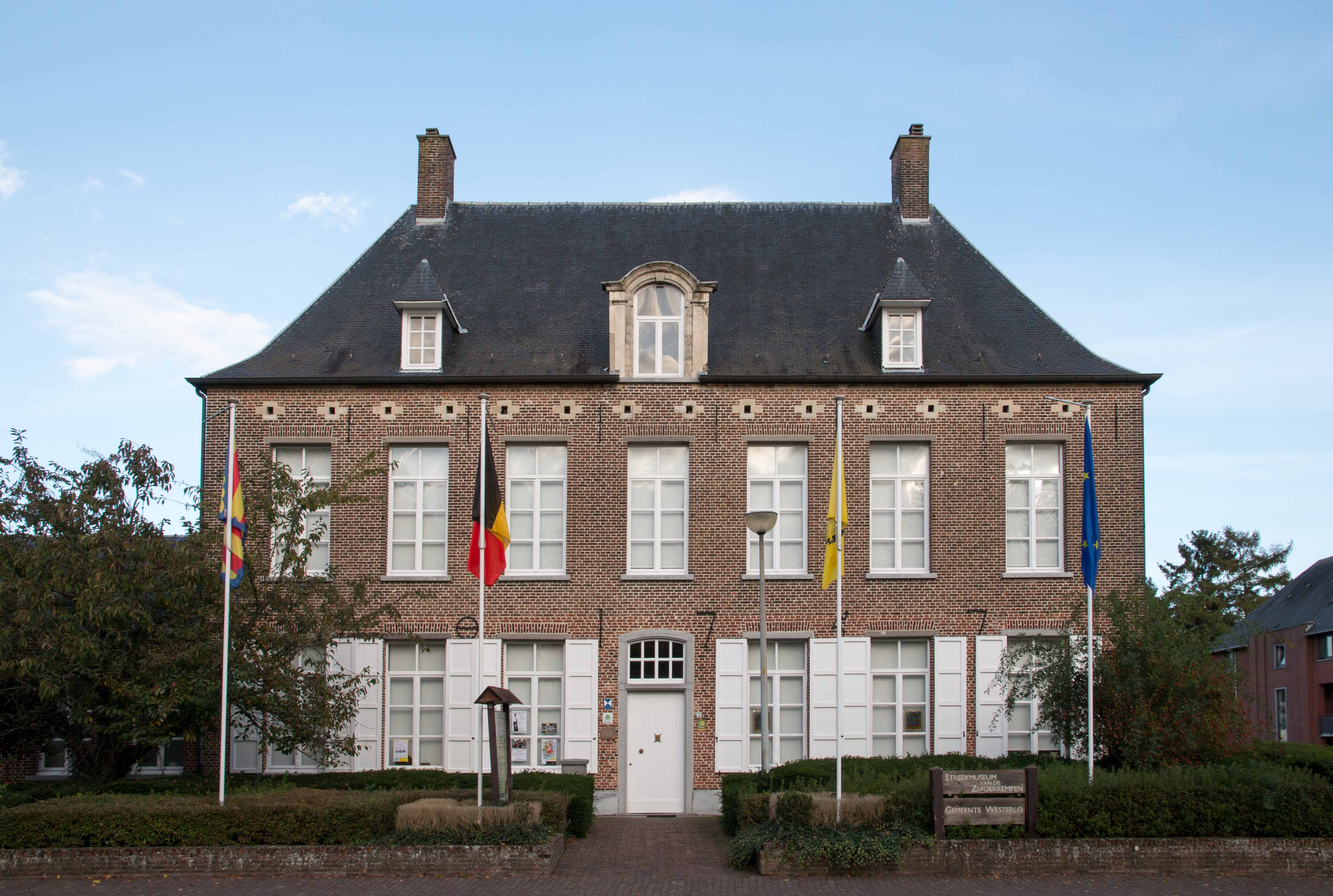
Heemmuseum

Het Heemmuseum is een museum in de tot de Antwerpse gemeente Westerlo behorende plaats Oevel, gelegen aan de Sint-Michielsstraat 2.

## Geschiedenis
Het gebouw werd opgericht in 1757 als pastorie voor de parochie van Oevel. Het werd gebouwd tegen een oudere pastorie aan, die uit 1614 stamt en in 1936 werd gesloopt. In 1869 werd nog een aanbouw gerealiseerd naar ontwerp van Pieter Jozef Taeymans. In 1912 werd het gebouw nog met één verdieping verhoogd, waarbij het oorspronkelijke dak opnieuw werd gebruikt.
In 1803 werd het gebouw eigendom van de gemeente Oevel. In 1959 brandde het gemeentehuis van Oevel uit en van 1964 tot de fusie in 1977 werd daarom de pastorie in gebruik genomen als gemeentehuis. Het museum werd in 1979 in het gebouw gevestigd onder de naam: Historisch Streekmuseum van de Zuiderkempen.

## Gebouw
Het betreft een dubbelhuis in sobere classicistische stijl onder tentdak.

## Museum
Het museum bestrijkt drie thema's:
- Plaatselijke geschiedenis en folklore
- Gereedschappen voor de landbouw en de ambachten
- Interieurs